# Epiplema baliocosma
Epiplema baliocosma är en fjärilsart som beskrevs av Fletcher 1968. Epiplema baliocosma ingår i släktet Epiplema och familjen Uraniidae. Inga underarter finns listade i Catalogue of Life.